# Pareuthyphlebs palmonii
Pareuthyphlebs palmonii es una especie de mantis de la familia Toxoderidae.

## Distribución geográfica
Se encuentra en Israel.